# Nam Ki-hyung
Nam Ki-hyung (10 luglio 1962) è un ex calciatore sudcoreano, di ruolo difensore.